# 群栖织纹螺
群栖织纹螺（学名：Nassarius gregarius），是新腹足目织纹螺科织纹螺属的一种。主要分布于中国大陆，常栖息在潮间带至水深28米。